# Canda caraibica
Canda caraibica är en mossdjursart som beskrevs av Levinsen 1909. Canda caraibica ingår i släktet Canda och familjen Candidae.
Artens utbredningsområde är Mexikanska golfen. Inga underarter finns listade i Catalogue of Life.